# Meeting de Karlsruhe 2010
Meeting de Karlsruhe 2010 – halowy mityng lekkoatletyczny, który odbył się 31 stycznia 2010 w niemieckim Karlsruhe. Zawody zaliczane były do cyklu World Indoor Meetings.

## Rezultaty

### Mężczyźni
| Konkurencja               | 1. miejsce          | 1. miejsce | 2. miejsce                  | 2. miejsce | 3. miejsce            | 3. miejsce |
| ------------------------- | ------------------- | ---------- | --------------------------- | ---------- | --------------------- | ---------- |
| Bieg na 60 m              | Lerone Clarke       | 6,64       | Egwero Ogho-Oghene          | 6,64 =PB   | Christian Blum        | 6,65       |
| Bieg na 800 m             | Jurij Borzakowski   | 1:45,94 WL | Jakub Holuša                | 1:46,09 NR | Jackson Mumbwa Kivuna | 1:47,50 PB |
| Bieg na 1500 m            | Gideon Gathimba     | 3:37,01 WL | Gebremehdin Mekonnen        | 3:37,46    | Cornelius Chirchir    | 3:38,03    |
| Bieg na 3000 m            | Saif Saaeed Shaheen | 7:43,44 WL | Joseph Kitur Kiplimo        | 7:49,08    | Shadrack Korir        | 7:49,13    |
| Bieg na 60 m przez płotki | Petr Svoboda        | 7,50 NR    | Allen Johnson               | 7,58       | Eric Mitchum          | 7,63       |
| Skok w dal                | Salim Sdiri         | 7,99       | Jinzhe Li                   | 7,98 PB    | Andrij Makarczew      | 7,97 PB    |
| Skok o tyczce             | Romain Mesnil       | 5,61       | Malte Mohr Alexander Straub | 5,61       |                       |            |

### Kobiety
| Konkurencja               | 1. miejsce             | 1. miejsce     | 2. miejsce            | 2. miejsce | 3. miejsce                   | 3. miejsce |
| ------------------------- | ---------------------- | -------------- | --------------------- | ---------- | ---------------------------- | ---------- |
| Bieg na 60 m              | LaVerne Jones-Ferrette | 7,11           | Myriam Soumaré        | 7,27 PB    | Ebonie Floyd-Broadnax        | 7,30       |
| Bieg na 200 m             | Myriam Soumaré         | 23,20 EL       | Ebonie Floyd-Broadnax | 23,55      | Joice Maduaka                | 23,66      |
| Bieg na 1500 m            | Gelete Burka           | 4;03,92 WL     | Felix Fanjanteino     | 4:14,64 PB | Marcela Lustigova            | 4:16,12    |
| Bieg na 3000 m            | Sylvia Jebiwott Kibet  | 8:41,24 WL, MR | Anna Alminowa         | 8:47,57 EL | Federica Dal Ri              | 9:12,02    |
| Bieg na 60 m przez płotki | LoLo Jones             | 7,90 WL        | Yvette Lewis          | 7,99 =PB   | Kellie Wells                 | 8,01       |
| Sztafeta 4 x 100 m        | Niemcy                 | 44,39          | Europa                | 45,83      |                              |            |
| Skok wzwyż                | Ariane Friedrich       | 2,00           | Wiktoria Klugina      | 1,92       | Marina Aitowa Chaunté Howard | 1,89       |

## Rekordy
Podczas mityngu ustanowiono 5 krajowych rekordów w kategorii seniorów:
| Zawodnik               | Reprezentacja                        | Konkurencja               | Rezultat |
| ---------------------- | ------------------------------------ | ------------------------- | -------- |
| LaVerne Jones-Ferrette | Wyspy Dziewicze Stanów Zjednoczonych | bieg na 60 m              | 7,09     |
| Petr Svoboda           | Czechy                               | bieg na 60 m przez płotki | 7,55     |
| Dániel Kiss            | Węgry                                | bieg na 60 m przez płotki | 7,57     |
| Petr Svoboda           | Czechy                               | bieg na 60 m przez płotki | 7,50     |
| Jakub Holuša           | Czechy                               | bieg na 800 m             | 1:46,09  |